# Zambujal (Condeixa-a-Nova)
Pour les articles homonymes, voir Zambujal.
Zambujal est une paroisse civile portugaise (en portugais : freguesia) de la municipalité de Condeixa-a-Nova dans le district de Coimbra.

## Démographie
Lors du recensement de 2021, Zambujal compte 349 habitants.